# 弾き語りばったり
『弾き語りばったり #19 今ここでエンジンさえ掛かれば』（ひきがたりばったりじゅうきゅういまここでえんじんさえかかれば）は、2016年6月22日に発売されたKAN2作目のライブ・アルバム。

## 収録曲
全曲　作詞・作曲・編曲：KAN（特記以外）／作詞・作曲：ビリー・ジョエル（6）作詞・作曲：秦基博（8）作詞：桜井和寿（9）
1. 世界でいちばん好きな人
2. カレーライス
3. GOOD NIGHT
4. 桜ナイトフィーバー
5. ひざまくら ～うれしい こりゃいい やわらかい～
6. Laura
7. MAN
8. アイ
9. 安息
10. よければ一緒に
11. 愛は勝つ
12. 東京ライフ
13. まゆみ
14. 今年もこうして二人でクリスマスを祝う
15. 君が好き 胸が痛い